# Cerebratulus malvini
Cerebratulus malvini är en djurart som tillhör fylumet slemmaskar, och som beskrevs av Wheeler 1934. Cerebratulus malvini ingår i släktet fläsknemertiner, och familjen Cerebratulidae. Inga underarter finns listade i Catalogue of Life.